# 格羅策城堡

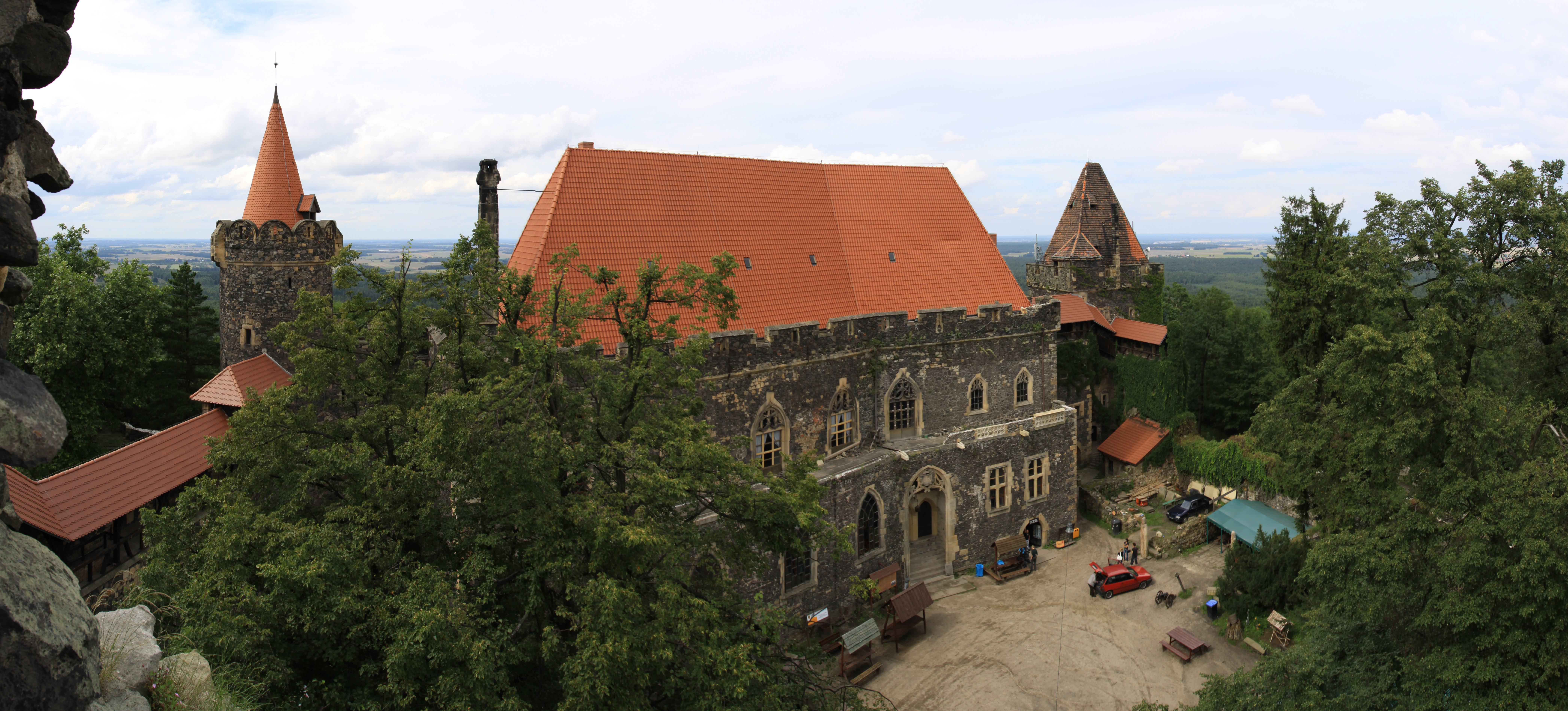
格羅策城堡

格羅策城堡（Grodziec Castle，德語：Gröditzburg or Gröditzberg）是位於波蘭西里西亞地區的一座城堡建築，其歷史可以追溯至1155年。在胡斯戰爭期間，該城堡曾遭到掠奪。三十年戰爭期間，該城堡也遭到破壞。20世紀時，該城堡得到重建。1908年，威廉二世曾參觀這座城堡。
51°10′38.06″N 15°45′33.23″E / 51.1772389°N 15.7592306°E